# 25 novembre 1925
Le mercredi 25 novembre 1925 est le 329e jour de l'année 1925.

## Naissances
- Carlos García-Bedoya (mort le 2 octobre 1980), diplomate péruvien
- Frans Baert, politicien belge
- Guy Delfosse (mort le 27 mars 1984), général de gendarmerie
- María Asquerino (morte le 27 février 2013), actrice espagnole
- Nicole Henriot-Schweitzer (morte le 4 février 2001), pianiste française
- Nonna Mordyukova (morte le 6 juillet 2008), actrice russe
- Philip Bialowitz (mort le 6 août 2016), résistant et survivant de l'holocauste polonais
- Tazio Secchiaroli (mort le 24 juillet 1998), photographe italien

## Décès
- Amos Burn (né le 31 décembre 1848), joueur d'échecs anglais
- Francis Tancred (né le 21 février 1874), poète britannique
- Jean-Louis Rouméguère (né le 20 juin 1863), peintre paysagiste français
- Maxime Vuillaume (né le 19 novembre 1844), ingénieur et pamphlétaire, personnalité de la Commune de Paris
- Rama VI (né le 1er janvier 1881), roi de Siam

## Événements
- Création du club Deportivo Marathón